# سلوبودان بوبوفيتش
سلوبودان بوبوفيتش هو منافس ألعاب قوى صربي، ولد في 28 سبتمبر 1962 في Inđija ‏ في صربيا.

## وصلات خارجية
- سلوبودان بوبوفيتش على موقع الاتحاد الدولي لألعاب القوى (الإنجليزية)
- سلوبودان بوبوفيتش على موقع أوليمبيديا (الإنجليزية)